# 托馬斯·戴利寧凱蒂斯
托馬斯·戴利寧凱蒂斯（1982年6月11日—），立陶宛籃球運動員，現在效力於希臘球隊雅典AEK籃球俱樂部。他也代表立陶宛國家籃球隊參賽。